# أغاثا شلنكر
أغاثا شلنكر (بالفرنسية: Agathe Schlencker)‏ هي ممثلة أفلام وتلفزيون فرنسية ولدت في يوم 8 سبتمبر 1988 بدأت التمثيل في سنة 2010 ومثلت في فيلم شوكة جميلة مع ليا سيدو.

## الأفلام
- شوكة جميلة 2010

## روابط خارجية
- أغاثا شلنكر على موقع IMDb (الإنجليزية)